# Jesus of Suburbia
Jesus of Suburbia è un singolo del gruppo musicale statunitense Green Day, pubblicato il 7 novembre 2005 come quinto estratto dal settimo album in studio American Idiot.

## Descrizione
Si tratta della seconda traccia dell'album ed è una suite suddivisa in cinque atti: Jesus of Suburbia, City of the Damned, I Don't Care, Dearly Beloved e Tales from Another Broken Home.

## Video musicale
Da questa canzone è stato tratto un videoclip di lunga durata, censurato da MTV in alcune sue parti poiché alcune scene furono ritenute troppo crude e impressionanti. Molti hanno considerato il video di questa canzone un cortometraggio. Del videoclip, diretto da Samuel Bayer, esistono tre versioni: una da 12 minuti completo di dialoghi, una da 6 minuti con protagonisti gli attori Lou Taylor Pucci e Kelli Garner ed un'altra da 9 minuti.

## Tracce
CD promozionale (Regno Unito)
1. Jesus of Suburbia – 9:08
2. Jesus of Suburbia (Radio Edit)

CD singolo (Regno Unito), CD promozionale (Stati Uniti)
1. Jesus of Suburbia – 9:08

CD singolo (Europa), 10" (Regno Unito), download digitale
1. Jesus of Suburbia – 9:08
2. St. Jimmy (Live from VH1 Storytellers) – 3:06

CD maxi-singolo (Europa), CD singolo (Australia)
1. Jesus of Suburbia – 9:08
2. Are We the Waiting (Live from VH1 Storytellers) – 2:57
3. St. Jimmy (Live from VH1 Storytellers) – 3:06

## Formazione
- Billie Joe Armstrong – voce, chitarra
- Mike Dirnt – basso, cori
- Tré Cool – batteria

## Classifiche
| Classifica (2005)         | Posizione massima |
| ------------------------- | ----------------- |
| Australia                 | 24                |
| Austria                   | 55                |
| Danimarca                 | 19                |
| Germania                  | 76                |
| Irlanda                   | 26                |
| Nuova Zelanda             | 26                |
| Regno Unito               | 17                |
| Stati Uniti (alternative) | 27                |
| Svizzera                  | 34                |